# Rotbauch-Glanzstar
Der Rotbauch-Glanzstar (Lamprotornis pulcher) ist ein kleinerer Star aus der Gattung der Eigentlichen Glanzstare (Lamprotornis) aus der Familie der Sperlingsvögel (Passeriformes). Er hat ein irisierendes, metallisch glänzendes grünliches, partiell bläuliches und braunes Gefieder mit einem rotbraunen Bauch und ist eine endemisch in Afrika, südlich der Sahara vorkommende Art, dessen Verbreitungsgebiet in einem breiten Band vom Senegal im Westen bis nach Eritrea im Osten liegt. Er ernährt sich überwiegend am Boden von Insekten, Würmern und anderen Wirbellosen sowie auch von Früchten und Samen.

## Merkmale

### Körperbau und Gefieder
Der Rotbauch-Glanzstar (Lamprotornis pulcher) hat eine Länge von etwa 20 cm und wiegt zwischen 59 und 74 Gramm. Sein stark irisierendes metallisch glänzendes Federkleid erhält sein Farbenspiel durch sogenannte Strukturfedern, die ihre Farben nur durch Lichtbrechung und ohne Pigmente hervorrufen. Der besondere Glanz wird durch die in der Struktur der Federn eingebundenen Melanosome in den Melanozyten, welche unter einem Keratinfilm liegen, hervorgerufen. Das Besondere dieser Melanosome sind ihre plättchenartige und innen hohle Form. Die Plättchen sind einfach und/oder vielfach geschichtet und dabei in ihrer Ordnung einheitlich oder auch alternierend (wechselweise) angeordnet.
Die Kronenpartie des Kopfes ist braun, die Oberseite mit Nacken einschließlich der Seiten, Schultern und Rücken stellen sich blass bronze-grün dar und die Schwanzoberseite in glänzendem grünlichem Blau. Die Zügel zwischen Schnabel und Augen sind dunkelbraun sowie Wangen und Ohrdeckel in einem etwas helleren braunen Farbton. Vom Kinn bis zur Brust ist der Rotbauch-Glanzstar blass bronzen-grün und entsprechend seinem Namen sind Bauch, Steiß sowie Flanken und Unterseite des Schwanzes rotbraun. Der rotbraune Bereich grenzt sich farblich klar und deutlich vom Rest des Gefieders ab. Die Flügel sind erst bräunlich und zu den äußeren Flügelfedern hin glänzend grünlich blau. Die unteren inneren Flugfedern sind gelblich-braun und die Achsel sowie die unteren Flugfedern rotbraun. Beine und Schnabel sind schwarz. Der Rotbauch-Glanszstar hat eine Spannweite von etwa 262 mm und eine Schwanzlänge von 62–70 mm.
Unterscheidungsmerkmale gegenüber anderen rotbäuchigen Starenarten wie dem Hildebrandt-Glanzstar (L. hildebrandti) und dem Shelley-Glanzstar (L. shelleyi) sind die weißen Augen und die nicht vorhandenen auffälligen Reihen dunkler Punkte auf den angelegten Flügeln. Gegenüber dem Dreifaben-Glanzstar (L. superbus) fehlen ihm insbesondere der weiße Trennstreifen auf der Brust und der weiße Steiß.

### Auge
Die Iris der Augen ist weiß bis gelblich-weiß. Wie die meisten Vogelarten, außer den nachtaktiven Vögeln, sehen die Rotbauch-Glanzstare ihre Umwelt anders als Menschen. Im Gegensatz zum Menschen hat der Star für das Farbsehen vier und nicht nur drei Fotorezeptortypen (auch Sehzellen genannt) auf der Retina (Netzhaut). Neben den für das Schwarz-Weiß-Sehen zuständigen dünneren stäbchenförmigen Rezeptoren sind vier zapfenförmige Rezeptortypen für die Wahrnehmung bei den Staren zuständig (tetrachromatisches Sehen). Drei der vier zapfenförmigen Rezeptortypen sind für den in vom Menschen sichtbaren Bereich des Lichtes (trichromatisches Sehen) zuständig, welche die drei Grundfarben rot, grün und blau sichtbar machen. Der vierte Rezeptor ist für die Wahrnehmungen im Bereich des ultravioletten Lichtes verantwortlich, welches für den Menschen nicht sichtbar ist. Der Lichteinfall regt die verschiedenen Rezeptortypen innerhalb der stark gefalteten und mit unterschiedlich farbigen Öltröpfchen versehenen Membranen verschieden intensiv an. Auf die unterschiedlichen Wellenlängen des Lichtes reagieren die jeweils zuständigen Rezeptoren mehr oder weniger stark, so dass die unterschiedlichen Farben und Farbtöne wahrgenommen werden. Der gegenüber dem Menschen zusätzliche UV-Rezeptor lässt die Stare unsere Umwelt erheblich differenzierter beziehungsweise anders wahrnehmen. So ist der Star in der Lage, mit Hilfe der UV-Rezeptoren Unterschiede bei den Artgenossen, den Reifegrad der Früchte oder Spuren, die wir nicht sehen, besser und einfacher zu erkennen.

### Lautäußerungen
Im Flug gibt der Rotbauch-Glanzstar ein hohes, trillerndes und sehr mechanisch klingendes „trrrriiaerrr“ und „trrrriiiioo“ von sich, während er bei Gefahr sehr unterschiedliche Warnrufe zur Verfügung hat, die wie trillerndes „wiiii“ oder „Tschewii- tschewii“ klingen. Für bestimmte Gefahrenarten hat er besondere Laute. So lässt er bei Gefahr vom Boden, wie bei Schlangen, als Antwort deutlich hörbare Zischlaute vernehmen, die wie ein „tsch“ klingen und schnell wiederholt werden. Bei Gefahren aus der Luft wie bei Greifvögeln lässt er ein lautes hochfrequentes „pee pee“ vernehmen, das schnell und oft wiederholt wird. Während der heißen Tageszeiten, wenn die Gruppen rasten, lassen sich nur wenige Laute und diese meist nur leise vernehmen.

### Juvenile
Die Juvenilen sind auf dem Kopf und dessen Seiten dunkelbraun und der Rest der Oberseite ist dunkelbraun mit einem leicht grünlich glänzenden Akzent. Auch vom Kinn bis zur Brust stellt sich der Jungvogel braun dar. Bauch und Steiß sind rotbraun und die Augen braun.

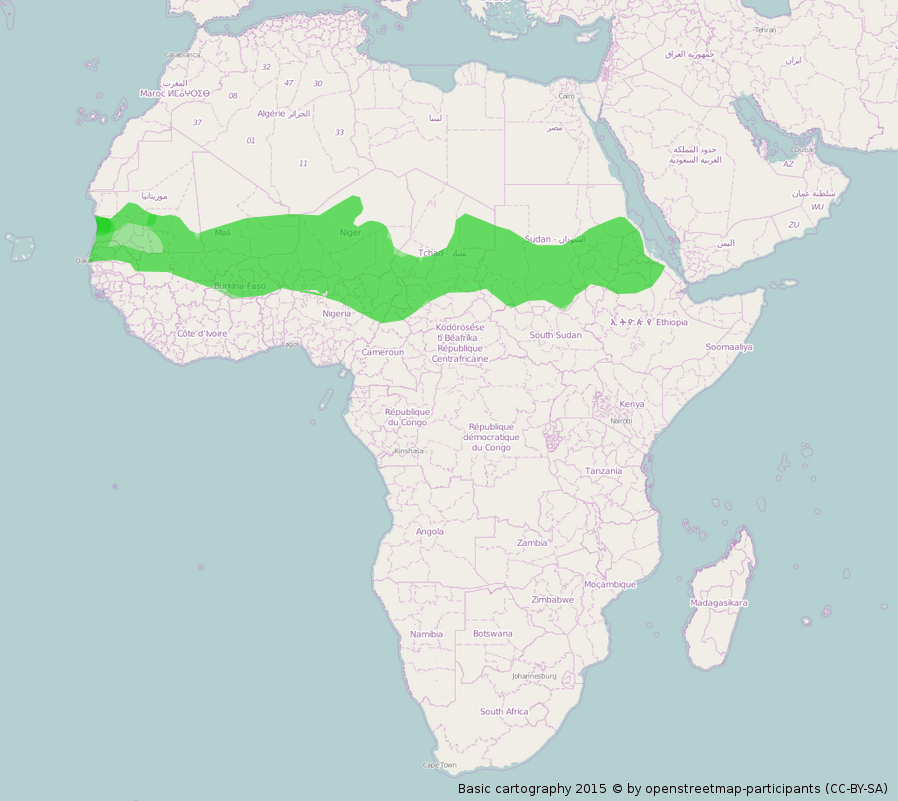
Verbreitungsgebiet Rotbauch-Glanzstar (Lamprotornis pulcher)

## Lebensraum und Verbreitung
Der Rotbauch-Glanzstar ist eine endemisch in Afrika südlich der Sahara vorkommende Spezies, die sich überwiegend in den recht trockenen heißeren Gebieten der Sahel- und der sudanesischen Zone mit offenen Akazien-Savannen und Steppe mit Dornenbüschen aufhält. Er ist eine weitgehend sesshaft lebende Art, die nur manchmal lokal umherzieht. Er lebt von niedrig gelegenen Gebieten bis hinauf auf 2440 m über dem Meeresspiegel auf der äthiopischen Hochebene. Ebenso findet sich die Art auch in urbanen Siedlungsgebieten mit Farmland und gelegentlich auch im städtischen Umfeld.
Sein ca. 3.750.000 km² großes Verbreitungsgebiet reicht vom Westen des afrikanischen Kontinents mit Südmauretanien und Senegal, wo er verbreitet vorkommt sowie selten in Gambia, Guinea-Bissau und Guinea über Südmali, Burkina Faso, dem Norden der Elfenbeinküste, Ghanas und Togos, wo er nur vereinzelt und saisonal beobachtet wurde, weiter über Niger und Nigeria, Tschad, Nordkamerun und Sudan bis nach Äthiopien und Eritrea im Osten des Kontinents. In den Küstenregionen Eritreas, wo er sonst weit verbreitet vorkommt, ist er jedoch normalerweise nicht anzutreffen.
Sein Verbreitungsgebiet überschneidet sich in seiner südlichen Ausdehnung zu großen Teilen mit dem des Grünschwanz-Glanzstares (Lamprotornis chalybaeus chalybaeus), während die Verbreitungsgebiete der etwas ähnlichen Hildebrandt- und Shelly-Glanzstare sich nicht mit seinem überschneiden, sodass von daher keine Verwechselung vorkommen sollte.

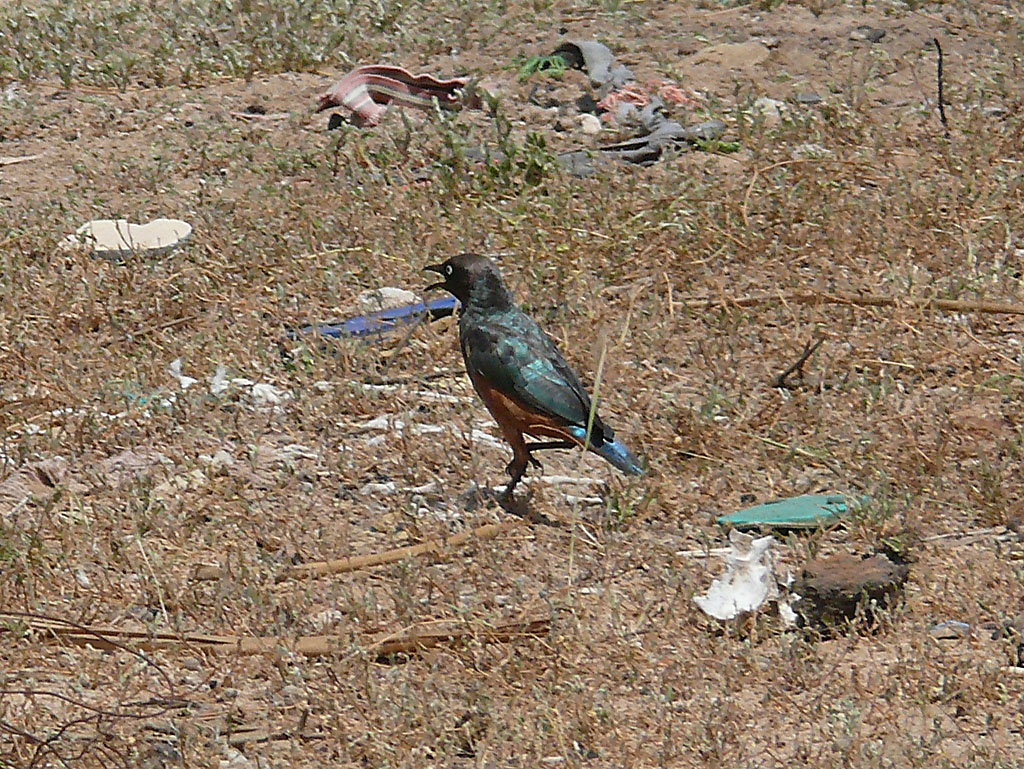
Rotbauch-Glanzstar in Dagana

## Lebensweise und Verhalten
Der Rotbauch-Glanzstar lebt überwiegend in kleineren Gruppierungen zwischen 10 und 30 Artgenossen, die sich aus 2–6 Familien zusammensetzen. Seltener ist er auch in größeren Gruppen von bis zu 50 Exemplaren anzutreffen. Außerhalb der Brutzeit verlassen die Gruppen regelmäßig gegen Abend ihr Territorium der Futtersuche, um außerhalb dieses Gebietes zu übernachten.

### Nahrung
Seine Ernährung gestaltet der Rotbauch-Glanzstar vorwiegend am Boden suchend mit Insekten, wie Ameisen (Formicidae), Termiten (Isoptera), Käfern (Coleoptera), Wanzen (Heteroptera), Heuschrecken (Orthoptera) und Würmern, die den überwiegenden Teil der Nahrung ausmachen. Er verzehrt aber auch verschiedene Früchte unterschiedlicher Größe, wie die großen des Niembaums (Azadirachta indica), Früchte der Gattung Loranthus aus der Familie der Riemenblumengewächse (Loranthaceae), der Gattung Lantana. Auch Beeren der Gattung Salvadora, die im gesamten Verbreitungsgebiet vorkommen, spielen für diese Art eine wichtige Rolle, da sie essentielle Stoffe wie Senfölglycoside als Abwehr fördernde Stoffe gegen Infektionen oder Flavonoide, denen eine antioxidative Wirkung zugesprochen wird, enthalten. Ebenso werden Samen überwiegend von Akazienarten verzehrt.

### Nestbau, Gelege und Brutverhalten
Der Rotbauch-Glanzstar gilt als monogam lebende Art und als kooperativer Brüter, der seine Brut mit Helfern aus seiner Gruppe groß zieht. Die Gruppen haben während der Brutzeit eine leicht territoriale Verhaltensweise gegenüber anderen Gruppen derselben Art. Meist brüten nicht alle Paare einer Gruppe gleichzeitig, so dass sich hier Freiraum für diese als Helfer ergibt. Seine Nester werden von Männchen und Weibchen typischerweise in dornigen Bäumen und Büschen, wie Akazien, Wüstendatteln (Balanites aegyptiaca) und Indische Jujube (Ziziphus mauritiana) zwischen 1,5 und 5 m Höhe gebaut. Sie bestehen vorwiegend aus trockenem Gras, meist unordentlich strukturiert, groß, rund und kuppelartig, mit einem seitlichen Zugang versehen. Die Auspolsterung findet meist mit Federn und gelegentlich mit Schlangenhäuten statt. Nester baut er aber auch in weniger wehrhaften Bäumen, wie die der Gattung Parkia in Höhen von 6 – 12 m, die über das gesamte Verbreitungsgebiet vorkommen, sowie Eukalyptus (Eucalyptus), Kassien (Cassia) und Tamarindenbaum (Tamarindus indica), bei denen dann der Zugang zum Nest möglichst durch zusätzliche Dornenzweige geschützt wird. Allerdings nutzt er auch sehr häufig von anderen Vogelarten gebaute und verlassene Nester wie die von Spechten, welche dann oft nur mit Spänen ausgepolstert sind, aber vielfach auch verlassene Nester von verschiedenen Arten der Webervögel. Im heutigen Eritrea (ehemals Äthiopien/Abessinien) wurde die Besonderheit im Mereb-Tal beobachtet, dass dort in allen Webervogelnestern des Alektowebers (Bubalornis albirostris) jeweils mehrere Paare des Rotbauch-Glanzstars diese in Kooperation mit den Erbauern bewohnten.
Die wesentliche Brutzeit liegt in der Vorsaison der Regenzeiten, in der regelmäßig zwei bis drei Mal gebrütet wird. Ebenso brütet der Rotschulter-Glanzstar aber auch noch meist einmal kurz nach der Regenzeit. Die Weibchen legen drei bis fünf grünlich-blaue Eier in einer Größe von etwa 25 × 18 mm, die mit wenigen rötlich-braunen und violetten Flecken und Punkten versehen sind. Die Brutzeit liegt im Wesentlichen zwischen Februar und November, jedoch regional sehr unterschiedlich und in Abhängigkeit von den Regenzeiten. Nach ungefähr 13–18 Tagen Inkubationszeit werden die Juvenilen nach weiteren 18–25 Tagen flügge. Es wurden bis zu 13 Helfer pro Nest beobachtet. Da die Sterblichkeitsrate der Brut, insbesondere bei Gruppen mit wenig Helfern, relativ höher ist, und dann öfter auch Juvenile verhungern, ist ein solches Brutverhalten überlebenswichtig für die Art. Die Helfer leisten innerhalb der natalen Gruppe ihre Dienste, wobei es bei den jungen männlichen Rotschulter-Glanzstaren auch vorkommen kann, dass diese versuchen, in Nachbargruppen zu helfen. Dies wird jedoch regelmäßig durch diese Nachbarn vehement abgewehrt.

### Räuber und Parasiten
Brutparasiten können der Kapkuckuck (Clamator levaillantii), der Afrikanerkuckuck (Cuculus gularis) und der Große Honiganzeiger (Indicator indicator) sein, wobei in einer Studie zu beobachten war, dass die beiden letzteren bei 120 Nestern in Nigeria stets von den Rotschulter-Glanzstaren vertrieben wurden. Der Schildrabe (Corvus albus) gilt ebenfalls als ein Nesträuber des Rotbauch-Glanzstares, der seine Nester aufbricht und dort die Eier oder Jungvögel verzehrt. Weitere Fressfeinde des Rotbauch-Glanzstars sind neben dem Rothalsfalken (Falco chicquera) der Gabarhabicht (Micronisus gabar) und die Höhlenweih (Polyboroides typus) sowie die Nördliche Felsenpython (Python sebae). Ebenso stellen aber auch Menschen (hier wurden Kinder beobachtet), die die Nester plündern, eine große Gefahr dar.

## Gefährdung
Der Weltbestand für diese Spezies ist nicht bekannt, wird jedoch auf Grund der Größe seines Verbreitungsgebietes und dem lokal häufigen bis sehr häufigen Vorkommens von der IUCN als nicht gefährdete Art (least concern) eingestuft.

## Systematik
Der Rotbauch-Glanzstar aus der Gattung Eigentliche Glanzstare (Lamprotornis) steht in einer Verwandtschaftsgruppe mit sieben weiteren Arten, wovon keine Art in einem direkten Verwandtschaftsverhältnis steht. Sein Protonym lautet Turdus pulcher.
|  | Prinzenglanzstar (Lamprotornis ornatus)   |
|  |                                           |
|  | Prachtglanzstar (Lamprotornis splendidus) |
|  |                                           |

|  | Zweifarben-Glanzstar (Lamprotornis bicolor)                                                                                    |
|  | |
|  | \| \| Weißscheitel-Glanzstar (Lamprotornis albicapillus) \| \| \| \| \| \| Fischerglanzstar (Lamprotornis fisheri) \| \| \| \| |
|  | |
|  | Weißscheitel-Glanzstar (Lamprotornis albicapillus)                                                                             |
|  | |
|  | Fischerglanzstar (Lamprotornis fisheri)                                                                                        |
|  | |

|  | Weißscheitel-Glanzstar (Lamprotornis albicapillus) |
|  |                                                    |
|  | Fischerglanzstar (Lamprotornis fisheri)            |
|  |                                                    |

|  | Zweifarben-Glanzstar (Lamprotornis bicolor)                                                                                    |
|  | |
|  | \| \| Weißscheitel-Glanzstar (Lamprotornis albicapillus) \| \| \| \| \| \| Fischerglanzstar (Lamprotornis fisheri) \| \| \| \| |
|  | |
|  | Weißscheitel-Glanzstar (Lamprotornis albicapillus)                                                                             |
|  | |
|  | Fischerglanzstar (Lamprotornis fisheri)                                                                                        |
|  | |

|  | Weißscheitel-Glanzstar (Lamprotornis albicapillus) |
|  |                                                    |
|  | Fischerglanzstar (Lamprotornis fisheri)            |
|  |                                                    |

|  | Zweifarben-Glanzstar (Lamprotornis bicolor)                                                                                    |
|  | |
|  | \| \| Weißscheitel-Glanzstar (Lamprotornis albicapillus) \| \| \| \| \| \| Fischerglanzstar (Lamprotornis fisheri) \| \| \| \| |
|  | |
|  | Weißscheitel-Glanzstar (Lamprotornis albicapillus)                                                                             |
|  | |
|  | Fischerglanzstar (Lamprotornis fisheri)                                                                                        |
|  | |

|  | Weißscheitel-Glanzstar (Lamprotornis albicapillus) |
|  |                                                    |
|  | Fischerglanzstar (Lamprotornis fisheri)            |
|  |                                                    |

|  | Zweifarben-Glanzstar (Lamprotornis bicolor)                                                                                    |
|  | |
|  | \| \| Weißscheitel-Glanzstar (Lamprotornis albicapillus) \| \| \| \| \| \| Fischerglanzstar (Lamprotornis fisheri) \| \| \| \| |
|  | |
|  | Weißscheitel-Glanzstar (Lamprotornis albicapillus)                                                                             |
|  | |
|  | Fischerglanzstar (Lamprotornis fisheri)                                                                                        |
|  | |

|  | Weißscheitel-Glanzstar (Lamprotornis albicapillus) |
|  |                                                    |
|  | Fischerglanzstar (Lamprotornis fisheri)            |
|  |                                                    |

|  | Zweifarben-Glanzstar (Lamprotornis bicolor)                                                                                    |
|  | |
|  | \| \| Weißscheitel-Glanzstar (Lamprotornis albicapillus) \| \| \| \| \| \| Fischerglanzstar (Lamprotornis fisheri) \| \| \| \| |
|  | |
|  | Weißscheitel-Glanzstar (Lamprotornis albicapillus)                                                                             |
|  | |
|  | Fischerglanzstar (Lamprotornis fisheri)                                                                                        |
|  | |

|  | Weißscheitel-Glanzstar (Lamprotornis albicapillus) |
|  |                                                    |
|  | Fischerglanzstar (Lamprotornis fisheri)            |
|  |                                                    |

|  | Zweifarben-Glanzstar (Lamprotornis bicolor)                                                                                    |
|  | |
|  | \| \| Weißscheitel-Glanzstar (Lamprotornis albicapillus) \| \| \| \| \| \| Fischerglanzstar (Lamprotornis fisheri) \| \| \| \| |
|  | |
|  | Weißscheitel-Glanzstar (Lamprotornis albicapillus)                                                                             |
|  | |
|  | Fischerglanzstar (Lamprotornis fisheri)                                                                                        |
|  | |

|  | Weißscheitel-Glanzstar (Lamprotornis albicapillus) |
|  |                                                    |
|  | Fischerglanzstar (Lamprotornis fisheri)            |
|  |                                                    |

|  | Zweifarben-Glanzstar (Lamprotornis bicolor)                                                                                    |
|  | |
|  | \| \| Weißscheitel-Glanzstar (Lamprotornis albicapillus) \| \| \| \| \| \| Fischerglanzstar (Lamprotornis fisheri) \| \| \| \| |
|  | |
|  | Weißscheitel-Glanzstar (Lamprotornis albicapillus)                                                                             |
|  | |
|  | Fischerglanzstar (Lamprotornis fisheri)                                                                                        |
|  | |

|  | Weißscheitel-Glanzstar (Lamprotornis albicapillus) |
|  |                                                    |
|  | Fischerglanzstar (Lamprotornis fisheri)            |
|  |                                                    |

|  | Zweifarben-Glanzstar (Lamprotornis bicolor)                                                                                    |
|  | |
|  | \| \| Weißscheitel-Glanzstar (Lamprotornis albicapillus) \| \| \| \| \| \| Fischerglanzstar (Lamprotornis fisheri) \| \| \| \| |
|  | |
|  | Weißscheitel-Glanzstar (Lamprotornis albicapillus)                                                                             |
|  | |
|  | Fischerglanzstar (Lamprotornis fisheri)                                                                                        |
|  | |

|  | Weißscheitel-Glanzstar (Lamprotornis albicapillus) |
|  |                                                    |
|  | Fischerglanzstar (Lamprotornis fisheri)            |
|  |                                                    |

|  | Prinzenglanzstar (Lamprotornis ornatus)   |
|  |                                           |
|  | Prachtglanzstar (Lamprotornis splendidus) |
|  |                                           |

|  | Zweifarben-Glanzstar (Lamprotornis bicolor)                                                                                    |
|  | |
|  | \| \| Weißscheitel-Glanzstar (Lamprotornis albicapillus) \| \| \| \| \| \| Fischerglanzstar (Lamprotornis fisheri) \| \| \| \| |
|  | |
|  | Weißscheitel-Glanzstar (Lamprotornis albicapillus)                                                                             |
|  | |
|  | Fischerglanzstar (Lamprotornis fisheri)                                                                                        |
|  | |

|  | Weißscheitel-Glanzstar (Lamprotornis albicapillus) |
|  |                                                    |
|  | Fischerglanzstar (Lamprotornis fisheri)            |
|  |                                                    |

|  | Zweifarben-Glanzstar (Lamprotornis bicolor)                                                                                    |
|  | |
|  | \| \| Weißscheitel-Glanzstar (Lamprotornis albicapillus) \| \| \| \| \| \| Fischerglanzstar (Lamprotornis fisheri) \| \| \| \| |
|  | |
|  | Weißscheitel-Glanzstar (Lamprotornis albicapillus)                                                                             |
|  | |
|  | Fischerglanzstar (Lamprotornis fisheri)                                                                                        |
|  | |

|  | Weißscheitel-Glanzstar (Lamprotornis albicapillus) |
|  |                                                    |
|  | Fischerglanzstar (Lamprotornis fisheri)            |
|  |                                                    |

|  | Zweifarben-Glanzstar (Lamprotornis bicolor)                                                                                    |
|  | |
|  | \| \| Weißscheitel-Glanzstar (Lamprotornis albicapillus) \| \| \| \| \| \| Fischerglanzstar (Lamprotornis fisheri) \| \| \| \| |
|  | |
|  | Weißscheitel-Glanzstar (Lamprotornis albicapillus)                                                                             |
|  | |
|  | Fischerglanzstar (Lamprotornis fisheri)                                                                                        |
|  | |

|  | Weißscheitel-Glanzstar (Lamprotornis albicapillus) |
|  |                                                    |
|  | Fischerglanzstar (Lamprotornis fisheri)            |
|  |                                                    |

|  | Zweifarben-Glanzstar (Lamprotornis bicolor)                                                                                    |
|  | |
|  | \| \| Weißscheitel-Glanzstar (Lamprotornis albicapillus) \| \| \| \| \| \| Fischerglanzstar (Lamprotornis fisheri) \| \| \| \| |
|  | |
|  | Weißscheitel-Glanzstar (Lamprotornis albicapillus)                                                                             |
|  | |
|  | Fischerglanzstar (Lamprotornis fisheri)                                                                                        |
|  | |

|  | Weißscheitel-Glanzstar (Lamprotornis albicapillus) |
|  |                                                    |
|  | Fischerglanzstar (Lamprotornis fisheri)            |
|  |                                                    |

|  | Zweifarben-Glanzstar (Lamprotornis bicolor)                                                                                    |
|  | |
|  | \| \| Weißscheitel-Glanzstar (Lamprotornis albicapillus) \| \| \| \| \| \| Fischerglanzstar (Lamprotornis fisheri) \| \| \| \| |
|  | |
|  | Weißscheitel-Glanzstar (Lamprotornis albicapillus)                                                                             |
|  | |
|  | Fischerglanzstar (Lamprotornis fisheri)                                                                                        |
|  | |

|  | Weißscheitel-Glanzstar (Lamprotornis albicapillus) |
|  |                                                    |
|  | Fischerglanzstar (Lamprotornis fisheri)            |
|  |                                                    |

|  | Zweifarben-Glanzstar (Lamprotornis bicolor)                                                                                    |
|  | |
|  | \| \| Weißscheitel-Glanzstar (Lamprotornis albicapillus) \| \| \| \| \| \| Fischerglanzstar (Lamprotornis fisheri) \| \| \| \| |
|  | |
|  | Weißscheitel-Glanzstar (Lamprotornis albicapillus)                                                                             |
|  | |
|  | Fischerglanzstar (Lamprotornis fisheri)                                                                                        |
|  | |

|  | Weißscheitel-Glanzstar (Lamprotornis albicapillus) |
|  |                                                    |
|  | Fischerglanzstar (Lamprotornis fisheri)            |
|  |                                                    |

|  | Zweifarben-Glanzstar (Lamprotornis bicolor)                                                                                    |
|  | |
|  | \| \| Weißscheitel-Glanzstar (Lamprotornis albicapillus) \| \| \| \| \| \| Fischerglanzstar (Lamprotornis fisheri) \| \| \| \| |
|  | |
|  | Weißscheitel-Glanzstar (Lamprotornis albicapillus)                                                                             |
|  | |
|  | Fischerglanzstar (Lamprotornis fisheri)                                                                                        |
|  | |

|  | Weißscheitel-Glanzstar (Lamprotornis albicapillus) |
|  |                                                    |
|  | Fischerglanzstar (Lamprotornis fisheri)            |
|  |                                                    |

|  | Zweifarben-Glanzstar (Lamprotornis bicolor)                                                                                    |
|  | |
|  | \| \| Weißscheitel-Glanzstar (Lamprotornis albicapillus) \| \| \| \| \| \| Fischerglanzstar (Lamprotornis fisheri) \| \| \| \| |
|  | |
|  | Weißscheitel-Glanzstar (Lamprotornis albicapillus)                                                                             |
|  | |
|  | Fischerglanzstar (Lamprotornis fisheri)                                                                                        |
|  | |

|  | Weißscheitel-Glanzstar (Lamprotornis albicapillus) |
|  |                                                    |
|  | Fischerglanzstar (Lamprotornis fisheri)            |
|  |                                                    |

## Etymologie und Forschungsgeschichte
Der Begriff „Lamprotornis“ leitet sich aus den griechischen Worten „lamprotēs, lampros λαμπροτης, λαμπρος“ für „Pracht, strahlend“ und „ornis όρνις“ für „Vogel“ ab. Richard Bowdler Sharpe beschrieb den Rotbauch-Glanzstar unter dem Namen Spreo pulcher. 1820 führte Coenraad Jacob Temminck die Gattung Lamprotornis unter anderem für den Rotschulter-Glanzstar (Lamprotornis nitens (Linnaeus, 1766)) ein, der später zeitweilig auch der Rotbauch-Glanzstar zugeordnet wurde.